# Plan-de-l'Olivier
Le Plan-de-l'Olivier est une placette montpelliéraine.

## Situation et accès
Elle est située dans l'Ecusson, centre historique de la ville. Ornée d'un olivier, symbole de sagesse, de force, d'espérance ainsi que d'immortalité, et véritable emblème du Bassin méditerranéen, elle abrite également une ancienne fontaine de pierre, donnant sur sa rue éponyme.

## Mythes Fondateurs
Les ouvrages d'anthropologie historique recensent plusieurs mythes fondateurs à propos de cet olivier. Le plus connu étant, que ce dernier fut planté par Dionysos lui-même, comme offrande à la ville, en récompense du culte fervent qui lui y était célébré. Imitant alors le geste de la déesse Athéna, qui, dans le but de séduire les habitants d'Athènes, fit jadis sortir de la terre, cet arbre sacré.
En outre, l'historien moderniste Emmanuel Le Roy Ladurie, le compte, aux côtés de la cathédrale Saint-Pierre, de la place de la Canourgue et de la promenade du Peyrou, comme un des « quatre sanctuaires de la Pureté montpelliéraine ».

## notes et liens
1. ↑  Contes populaires et légendes du Languedoc et du Roussillon – France Loisir 1979 contre-préface de Clause Seignolle
2. ↑  Emmanuel Le Roy Ladurie Paris-Montpellier : PC-PSU, 1945-1963, Gallimard, 1982